# Saida Gunba
Saida Gunba (Sujumi, Georgia; 30 de agosto de 1959-24 de noviembre de 2018) fue una atleta soviética, especializada en la prueba de lanzamiento de jabalina en la que llegó a ser subcampeona olímpica en 1980.

## Carrera deportiva
En los JJ. OO. de Moscú 1980 ganó la medalla de plata en el lanzamiento de jabalina, llegando hasta los 67,76 metros, quedando en el podio tras la cubana María Caridad Colón y por delante de la alemana Ute Hommola.